# InterSystems Corporation
InterSystems Corporation é uma empresa implementadora dos produtos Caché e Ensemble.
A InterSystems é sediada em Cambridge, Massachusetts, e teve um lucro de $644 milhões em 2017.